# Sampford Arundel
Sampford Arundel est une paroisse civile et un village du Somerset, en Angleterre.